# Хуейлі
Хуейлі (кит.: 会理市; носу ꑌꄷꏃ) — місто-повіт у центральнокитайській провінції Сичуань, складова Ляншань-Їської автономної префектури.

## Географія
Хуейлі розташовується у найбільш південній частині Сичуані на сході гірського пасма Гендуаншань.

### Клімат
Місто знаходиться у зоні, котра характеризується океанічним кліматом субтропічних нагір'їв. Найтепліший місяць — червень із середньою температурою 21.7 °C (71 °F). Найхолодніший місяць — січень, із середньою температурою 7.8 °С (46 °F).
| Клімат Хуейлі           | Клімат Хуейлі | Клімат Хуейлі | Клімат Хуейлі | Клімат Хуейлі | Клімат Хуейлі | Клімат Хуейлі | Клімат Хуейлі | Клімат Хуейлі | Клімат Хуейлі | Клімат Хуейлі | Клімат Хуейлі | Клімат Хуейлі | Клімат Хуейлі |
| Показник                | Січ.          | Лют.          | Бер.          | Квіт.         | Трав.         | Черв.         | Лип.          | Серп.         | Вер.          | Жовт.         | Лист.         | Груд.         | Рік           |
| Абсолютний максимум, °C | 21            | 26            | 27            | 30            | 32            | 32            | 30            | 30            | 29            | 27            | 23            | 21            | 32            |
| Середній максимум, °C   | 15            | 17            | 20            | 23            | 25            | 25            | 25            | 25            | 22            | 20            | 17            | 15            | 21            |
| Середня температура, °C | 7             | 10            | 13            | 17            | 20            | 21            | 21            | 21            | 19            | 16            | 12            | 8             | 16            |
| Середній мінімум, °C    | 0             | 2             | 6             | 10            | 15            | 17            | 18            | 17            | 15            | 12            | 6             | 1             | 10            |
| Абсолютний мінімум, °C  | −3            | −5            | −2            | 2             | 5             | 10            | 11            | 10            | 8             | 3             | 0             | −5            | −5            |
| Норма опадів, мм        | 0             | 0             | 10            | 10            | 70            | 230           | 240           | 230           | 180           | 80            | 10            | 0             | 1120          |
| ----------------------- | ------------- | ------------- | ------------- | ------------- | ------------- | ------------- | ------------- | ------------- | ------------- | ------------- | ------------- | ------------- | ------------- |
| Джерело: Weatherbase    |               |               |               |               |               |               |               |               |               |               |               |               |               |